# ۱۰۴۷ (خورشیدی)
۱۰۴۷ هزار و چهل و هفتمین سال هجری خورشیدی است.